# Birds in the Trap Sing McKnight
| Совокупная оценка | Совокупная оценка |
| Источник          | Оценка |
| ----------------- | --- |
| Metacritic        | 65/100 |
| Оценки критиков   | |
| Источник          | Оценка |
| Exclaim           | [ 2 ] |
| HipHopDX          | [ 3 ] |
| Pitchfork Media   | [ 4 ] |
| PopMatters        | 5 из 10 звёзд · 5 из 10 звёзд · 5 из 10 звёзд · 5 из 10 звёзд · 5 из 10 звёзд · 5 из 10 звёзд · 5 из 10 звёзд · 5 из 10 звёзд · 5 из 10 звёзд · 5 из 10 звёзд |
| Tiny Mix Tapes    | 3 из 10 звёзд · 3 из 10 звёзд · 3 из 10 звёзд · 3 из 10 звёзд · 3 из 10 звёзд · 3 из 10 звёзд · 3 из 10 звёзд · 3 из 10 звёзд · 3 из 10 звёзд · 3 из 10 звёзд |
| XXL               | 8 из 10 звёзд · 8 из 10 звёзд · 8 из 10 звёзд · 8 из 10 звёзд · 8 из 10 звёзд · 8 из 10 звёзд · 8 из 10 звёзд · 8 из 10 звёзд · 8 из 10 звёзд · 8 из 10 звёзд |

Birds in the Trap Sing McKnight — второй студийный альбом американского рэпера Трэвиса Скотта, вышедший 2 сентября 2016 года. В записи альбома приняли участие многочисленные приглашённые исполнители, такие как Кид Кади, Янг Таг, André 3000, Blac Youngsta, 21 Savage, Кендрик Ламар, Брайсон Тиллер, Quavo и The Weeknd.

## История
4 января 2016 года Трэвис Скотт впервые анонсировал выход своего нового альбома через чат. В интервью журналу Billboard, Трэвис дал пояснения по названию своего нового: «Мой следующий альбом „Birds in the Trap Sing McKnight“ в основном о всех моих друзьях и тех, кто растёт здесь (в Миссури), я не говорю, что это гетто, мы не живём в чёртовых программах, но мы находимся в социальном капкане. Это социальная ловушка, которая не позволяет нам выразить себя…». Продюсер проекта Майк Дин после многочисленных задержек альбома, в твиттере заявил, что релиз нового альбома произойдёт не в августе, как это первоначально планировалось, а в начале сентября, так как он ещё не закончил работу над технической стадией проекта. После утомительных задержек альбома, 2 сентября, специально для Apple Music Трэвис опубликовал свой второй студийный альбом Birds in the Trap Sing McKnight, в котором в качестве гостей альбома появились Кендрик Ламар, Bryson Tiller, Andre 3000 и многие другие.
Birds in the Trap Sing McKnight дебютировал на первом месте американского хит-парада Billboard 200, с тиражом 88,000 эквивалентных альбомных единиц, из которых 53,000 были истинные альбомные продажи. Диск стал первым для Скотта чарттоппером
Альбом получил положительные отзывы музыкальной критики и интернет-изданий. Сайт Metacritic дал рейтинг в 65 баллов на основе 6 рецензий.
В мае 2017 года стало известно, что альбом был продан тиражом в 1.000.000 копий и стал платиновым.

## Список композиций
| №                   | Название                                   | Автор(ы) | Продюсеры                                                          | Длительность |
| ------------------- | ------------------------------------------ | --- | ------------------------------------------------------------------ | ------------ |
| 1.                  | «the ends»                                 | Jacques Webster Jahmar Carter Ozan Yildirim Anderson Hernandez Ebony Oshunrinde André Benjamin                                                     | Vinylz WondaGurl Daxz OZ [a]                                       | 3:21         |
| 2.                  | «way back»                                 | Webster Carlton Mays, Jr. Larry Jacks, Jr. Chauncey Hollis, Jr. Magnus Høiberg Rogét Chahayed Майк Дин Brittany Hazzard Scott Mescudi Kasseem Dean | Hit-Boy Cashmere Cat Honorable C.N.O.T.E. Chahayed [b] M. Dean [b] | 4:32         |
| 3.                  | «coordinate»                               | Webster Kevin Gomringer Tim Gomringer Bryan Simmons Sammie Benson                                                                                  | TM88 Cubeatz [b]                                                   | 3:46         |
| 4.                  | «through the late night»                   | Webster Mescudi K. Gomringer T. Gomringer Ronald LaTour Oladipo Omishore                                                                           | Cardo Cubeatz [a]                                                  | 4:46         |
| 5.                  | «beibs in the trap»                        | Webster Navraj Goraya | Nav                                                                | 3:33         |
| 6.                  | «sdp Interlude»                            | Webster Ricci Riera Ernest Greene Caroline Polachek Cassie Ventura                                                                                 | Riera                                                              | 3:11         |
| 7.                  | «sweet sweet»                              | Webster Oshunrinde K. Gomringer T. Gominger M. Dean Shane Lindstrom                                                                                | Murda Beatz Cubeatz M. Dean [a] WondaGurl [b]                      | 3:42         |
| 8.                  | «outside»                                  | Webster Lindstrom Yildirim M. Dean Jacks, Jr. T. Gomringer K. Gomringer Nishanth Thayaparan Shayaa Joseph                                          | Murda Beatz Cubeatz [a] OZ [a] Nisi [a] M. Dean [b]                | 2:56         |
| 9.                  | «goosebumps»                               | Webster LaTour K. Gomringer T. Gomringer Daveon Jackson M. Dean Kendrick Duckworth                                                                 | Cardo Yung Exclusive Cubeatz [a] M. Dean [b]                       | 4:03         |
| 10.                 | «first take»                               | Webster Travis Peterson Mandell Strawter Billy Garcia Melvin Hough II Rivelino Wouter Sy Brockington Bryson Tiller                                 | Sy Ari Da Kid TEAUXNY Illa Jones Mel & Mus                         | 5:13         |
| 11.                 | «pick up the phone» (с Young Thug и Quavo) | Webster Hazzard M. Dean Hernandez Allen Ritter Maneesh Bidaye Adam Feeney Mick Schultz Jeffery Williams Quavious Marshall                          | Vinylz Frank Dukes Ritter [a] M. Dean [a] Bidaye [b] Schultz [b]   | 4:12         |
| 12.                 | «lose»                                     | Webster Hazzard Feeney Hernandez Ritter M. Dean | Vinylz Frank Dukes Ritter [a] M. Dean [b]                          | 3:20         |
| 13.                 | «guidance»                                 | Webster Darren Fraser Kashief Hanson | dF                                                                 | 3:27         |
| 14.                 | «wonderful»                                | Webster M. Dean Abęl Tesfaye Matthew Samuels Tyler Williams                                                                                        | T-Minus Boi-1da M. Dean [a] Travis Scott [b]                       | 3:36         |
| Общая длительность: | Общая длительность:                        | Общая длительность: | Общая длительность:                                                | 53:38        |

Примечания по трекам
- ↑  сопродюсер
- ↑  дополнительный продюсер
- «the ends» при участии вокала от André 3000 и James Blake.
- «way back» при участии вокала от Kid Cudi и Swizz Beatz.
- «coordinate» при участии вокала от Blac Youngsta.
- «through the late night» при участии вокала от Kid Cudi.
- «beibs in the trap» при участии вокала от Nav.
- «sdp Interlude» при участии вокала от Cassie.
- «outside» при участии вокала от 21 Savage.
- «goosebumps» при участии вокала от Kendrick Lamar.
- «first take» при участии вокала от Bryson Tiller.
- «pick up the phone» при участии вокала от Quavo и Starrah.
- «lose» при участии вокала от Cassie.
- «guidance» при участии вокала от K. Forest.
- «wonderful» при участии вокала от The Weeknd.
- «way back» включает вокальные сэмплы из «Roc Boys (And the Winner Is)...» от Jay Z, Бейонсе и Kanye West.
- «sdp Interlude» включает вокальные сэмплы от «You and I», написанные Ernest Greene и Caroline Polachek, и исполненные Washed Out.

## Чарты
| Чарт (2016)                            | Высшая позиция |
| -------------------------------------- | -------------- |
| Австралия (ARIA)                       | 10             |
| Бельгия/Фландрия (Ultratop)            | 28             |
| Бельгия/Валлония (Ultratop)            | 52             |
| Канада (Canadian Albums Chart)         | 2              |
| Дания (Hitlisten)                      | 31             |
| Нидерланды (Album Top 100)             | 29             |
| French Albums (SNEP)                   | 44             |
| Италия (Classifica album)              | 42             |
| Новая Зеландия (RMNZ)                  | 10             |
| Норвегия (VG-lista)                    | 24             |
| Шотландия (Scottish Albums Chart)      | 58             |
| Swedish Albums (Sverigetopplistan)     | 46             |
| Великобритания (UK Albums Chart)       | 19             |
| США (Billboard 200)                    | 1              |
| США (Billboard Top R&B/Hip-Hop Albums) | 1              |

## Сертификации
| Регион | Сертификация | Продажи   |
| --- | ------------ | --------- |
| Канада (Music Canada) | Платиновый   | 80 000^   |
| Дания (IFPI Danmark) | Золотой      | 10 000    |
| Великобритания (BPI) | Золотой      | 100 000   |
| США (RIAA) | Платиновый   | 1 000 000 |
| ^ Данные о тиражах приведены только на основе сертификации. · Данные о продажах + прослушиваниях приведены только на основе сертификации. |              |           |